# العباسية (الجيش العباسي)
العبَّاسيَّة في الجيش العبَّاسي أو فرقة العبَّاسيَّة، هو تشكيل عسكري نظامي في جيش الخلافة العبَّاسيَّة، تشكَّل في عهد الخليفة هارُون الرَّشيد (حكم من 786 حتى 809 م) من الفرس المتواجدين في خُراسان.

## لمحة
كلَّف الخليفة هارُون الرَّشيد واليه على منطقة خُراسان، الفضل بن يحيى البرمكي بتجنيد الخُراسانيين من الفرس، وذلك بعد أن خفَّت شجاعة فرقة الأبناء وخلودها للرَّاحة والرَّفاهيَّة وقعودهم عن خدمة الدَّولة والمساهمة في إخماد الثَّورات والانتفاضات. نجح الفضل في تجنيد أعدادًا كبيرة من أهالي خُراسان الفُرس، حتى وصل عددهم نحو نصف مليون مُقاتل، وأطلق عليهم العبَّاسيَّة. إلا أن الفضل جعل ولاء العبَّاسيَّة إليه، وجلب منهم نحو عشرون ألف مقاتل نحو بغداد، وسُموا لاحقًا الكرنبيَّة.

### فهرس المنشورات
1. ↑  الجبيلي (2015)، ص. 1324.
2. ↑  الخضري (2003)، ص. 112.

### معلومات المنشورات كاملة
الكتب العربيَّة مُرتبة حسب تاريخ النشر
- محمد الخضري بك (2003). الدولة العباسية. مراجعة: نجوى عباس. القاهرة: مؤسسة المختار للنشر. ISBN:978-977-5283-97-9. OCLC:54844608. OL:31601253M. QID:Q123224571.

مقالات محكمة
- علياء الجبيلي (2015). "عناصر الجيش العباسي وآثارها السياسية على الخلافة العباسية من 749 حتى 836 م". مجلة كلية الآداب في جامعة بنها. بنها. ج. 2 ع. 40: 1305–1351. DOI:10.21608/JFAB.2015.49911. ISSN:1687-2525. OCLC:8299664511. QID:Q124454831.